# 6162 Prokhorov
6162 Prokhorov eller 1973 SR6 är en asteroid i huvudbältet som upptäcktes den 25 september 1973 av den sovjetisk-ryska astronomen Ljudmila Zjuravljova vid Krims astrofysiska observatorium på Krim. Den är uppkallad efter den ryske matematikern Yuri Prokhorov.
Asteroiden har en diameter på ungefär 6 kilometer.